# Los Angeles Heat
Los Angeles Heat fue un equipo de fútbol de Estados Unidos que jugó en la American Professional Soccer League, la desaparecida primera división nacional.

## Historia
Fue fundado en el año 1986 en la ciudad de Los Angeles, California como equipo de la Western Soccer Alliance, en la que estuvo por tres temporadas sin lograr clasificar a los playoffs. En 1989 pasa a jugar a la Western Soccer League, donde logra el segundo lugar de su división y por primera vez logra clasificar a los playoffs en donde es eliminado en las semifinales.
Luego de que la Western Soccer League se fusiona con la American Soccer League surge la American Professional Soccer League y pasa a ser uno de sus equipos fundadores, donde logra llegar a la final de conferencia.
El club desaparece a inicios de 1991.

## Temporadas
| Año  | División | Liga | Temporada Regular | Playoffs     | US Open Cup  |
| ---- | -------- | ---- | ----------------- | ------------ | ------------ |
| 1986 | N/A      | WSA  | 4.º               | No playoffs  | No participó |
| 1987 | N/A      | WSA  | 5.º               | No clasificó | No participó |
| 1988 | N/A      | WSA  | 4.º               | No clasificó | No participó |
| 1989 | N/A      | WSL  | 2.º, South        | Semifinales  | No participó |
| 1990 | N/A      | APSL | 2.º, WSL South    | WSL Final    | No participó |

## Jugadores

### Jugadores destacados
| - Mike Lapper - Hugo Perez | - Justin Fashanu - Waldir Guerra |

## Entrenadores
- Wim Suurbier (1986)
- Marine Cano (1987-88)
- Bobby Sibbald (1989–90)